# Neggio
Neggio é uma comuna da Suíça, no Cantão Tessino, com cerca de 347 habitantes. Estende-se por uma área de 0,72 km², de densidade populacional de 482 hab/km². Confina com as seguintes comunas: Agno, Caslano, Curio, Magliaso, Pura, Vernate.
A língua oficial nesta comuna é o Italiano.